# Lista de prefeitos de Taciba
Esta é a lista de prefeitos e vice-prefeitos do município de Taciba, estado brasileiro de São Paulo.
O cargo de prefeito foi criado em 11 de abril de 1835, pela assembleia provincial paulista, em reação aos amplos poderes conferidos pelo Código de Processo Criminal de 1832 às câmaras municipais. Seguiram o exemplo paulista seis províncias do nordeste brasileiro (Alagoas, Ceará, Maranhão, Paraíba, Pernambuco e Sergipe).
Sob a vigente ordem constitucional, essa designação é dada ao funcionário público do Poder Executivo municipal, que exerce seu cargo em função de uma legislatura (mandato), sendo para tanto eleito a cada quatro anos, podendo ser reeleito por mais 4 anos (segundo mandato).
Funções
O poder executivo municipal chefia a administração e comanda os serviços públicos, tendo como comandante o prefeito.
A partir da constituição brasileira de 1934, o cargo de prefeito passou a ser o único, em todo o Brasil, ao qual estão atribuídas as funções de chefe do poder executivo do governo local, em simetria aos chefes dos executivos da União e do estado, portanto, em forma monocrática. Este texto quer dizer que deverá haver harmonia e integração de ação entre as esferas envolvidas sem a intervenção de uma na outra, exceto nos casos previstos na Constituição Federal.
Eleições
O prefeito é eleito por sufrágio universal, secreto, direto, em pleito simultâneo em todo o País, realizado a cada quatro anos, no primeiro domingo de outubro.
E trinta dias após tem lugar o segundo turno, se o eleito em primeiro lugar não atingir 50% dos votos válidos mais um voto, no caso de municípios com mais de duzentos mil eleitores.
Conforme a legislação eleitoral atual no Brasil para tornar-se elegível, exige-se uma série de requisitos;
- Possuir nacionalidade brasileira ou portuguesa (neste caso, o cidadão português deve se encontrar amparado pelo Estatuto de Igualdade entre Portugueses e Brasileiros),
- Título de eleitor em dia e estar em gozo pleno do exercício dos direitos políticos,
- Domicilio eleitoral na circunscrição na qual o candidato se apresenta,
- Filiação partidária,
- Ser alfabetizado (tópico invalidado pela atual constituição brasileira de 1988),
- Desincompatibilização de cargo público — Se ocupa um cargo público deve sair seis meses antes das eleições e voltar caso possa só após seis meses ao pleito eleitoral,
- Renúncia de outro mandado até seis meses antes do pleito e não ser parente afim ou consangüíneo, até segundo grau, ou cônjuge de titular de cargo eletivo; pode, entretanto, ser candidato à reeleição (artigo 14 da Constituição),
- Ter idade mínima de 21 anos.

O prédio da Prefeitura chama-se Paço Municipal Prefeito João Osório Zorzetti.
| Nº | Prefeito                                            | Prefeito | Período do governo (duração do governo)                   | Partido                                                                             | Vice-prefeito | Observações                                      |
| -- | --------------------------------------------------- | -------- | --------------------------------------------------------- | ----------------------------------------------------------------------------------- | --- | ------------------------------------------------ |
| 1  | Joaquim Pio da Silva                                |          | 1º de janeiro de 1955 até 31 de dezembro de 1958          |                                                                                     | André Luiz Baptista Lins Rocha | Prefeito eleito em sufrágio universal            |
| 2  | José Batista de Souza                               |          | 1º de janeiro de 1959 até 31 de dezembro de 1962          |                                                                                     | Edílson Baldez Neves | Prefeito eleito em sufrágio universal            |
| 3  | José Osório Zorzetti                                |          | 1º de janeiro de 1963 até 31 de dezembro de 1966          |                                                                                     | Silvio Cezar Pereira Rangel | Prefeito eleito em sufrágio universal            |
| 4  | Miguel Custódio                                     |          | 1º de janeiro de 1967 até 30 de janeiro de 1970           |                                                                                     | Sérgio Marcolino Longen | Prefeito eleito em sufrágio universal            |
| 5  | Gastão Vigna                                        |          | 31 de janeiro de 1970 até 30 de janeiro de 1977           |                                                                                     | Miguel Custódio | Prefeito eleito em sufrágio universal            |
| 6  | Miguel Custódio                                     |          | 31 de janeiro de 1973 até 31 de janeiro de 1977           |                                                                                     | Mário de Souza | Prefeito eleito em sufrágio universal            |
| 7  | Mário de Souza                                      |          | 1º de fevereiro de 1977 até 31 de janeiro de 1983         | Aliança Renovadora Nacional ARENA                                                   | Flávio Roscoe Nogueira | Prefeito eleito em sufrágio universal            |
| 8  | Miguel Custódio                                     |          | 1º de fevereiro de 1983 até 31 de janeiro de 1988         | Partido Democrático Social PDS                                                      | Cassiano Pascoal Pereira Neto | Prefeito eleito em sufrágio universal            |
| 9  | Marcelo de Souza Silva                              |          | 1º de janeiro de 1989 até 31 de dezembro de 1992 (4 anos) | Partido do Movimento Democrático Brasileiro PMDB                                    | Edson José de Vasconcelos | Prefeito eleito em sufrágio universal            |
| 10 | Paulo Toldo                                         |          | 1º de janeiro de 1993 até 31 de dezembro de 1996 (4 anos) | Partido do Movimento Democrático Brasileiro PMDB                                    | Bruno Veloso | Prefeito eleito em sufrágio universal            |
| 11 | Marcelo de Souza Silva                              |          | 1º de janeiro de 1997 até 31 de dezembro de 2000 (4 anos) | Partido da Social Democracia Brasileira PSDB                                        | Roberto Pinto Serquiz | Prefeito eleito em sufrágio universal            |
| 12 | Hely Valdo Batistela (Taciba, 28.01.1967–)          |          | 1º de janeiro de 2001 até 31 de dezembro de 2008 (8 anos) | Partido Progressista Brasileiro PPB (2001-2004) Partido Progressista PP (2005-2009) | Benedito da Silva, Ditinho (PPS) (Taciba, 31.08.1946–) | Prefeito eleito e reeleito em sufrágio universal |
| 13 | Marcelo de Souza Silva (Regente Feijó, 15.12.1962–) |          | 1º de janeiro de 2009 até 31 de dezembro de 2012 (4 anos) | Partido da Social Democracia Brasileira PSDB                                        | Paulo Toldo, Paulinho (PTB) (Taciba, 08.10.1952–) | Prefeito eleito em sufrágio universal            |
| 14 | Hely Valdo Batistela Eli                            |          | 1º de janeiro de 2013 até 31 de dezembro de 2016 (4 anos) | Partido Progressista PP                                                             | Edson Roberto Batista, Beto (DEM) (Agudos, 22.04.1970–) | Prefeito eleito em sufrágio universal            |
| 15 | Alair Antônio Batista (Taciba, 10.10.1956–)         |          | 1º de janeiro de 2017 até 31 de dezembro de 2024 (8 anos) | Partido Verde PV                                                                    | Edson Roberto Batista, Beto Braquiária (DEM) (Agudos, 22.04.1970–) (2017-2021) Fúlvia Leticia Perego, Fúlvia(PSDB) (Regente Feijó, 27.06.1974–) (2021-2025) | Prefeito eleito e reeleito em sufrágio universal |
| 16 | Izidóro Arcesti Ricci (Taciba, 10.09.1972–)         |          | 1º de janeiro de 2025 até 31 de dezembro de 2028 (4 anos) | Progressistas PP                                                                    | Daniel Batista de Oliveira (PP) (Presidente Prudente, 14.07.1984–)                                                                                          | Prefeito eleito em sufrágio universal            |